# Grab des Herischefhotep
Das Grab des Herischefhotep wurde bei Ausgrabungen in Abusir gefunden und war unberaubt. Es handelt sich um eine typische Bestattung des frühen Mittleren Reiches, um 2000 v. Chr. Die Funde sind heute im Ägyptischen Museum der Universität Leipzig zu sehen.

## Lage und Beschreibung
Das Grab liegt in Abusir, wo sich Pyramiden der 5. Dynastie befinden, wo es aber auch Bestattungen des Mittleren Reiches gibt, die zu Priestern am Kult der Pyramiden gehören. Die Bestattung des Herischefhotep fand sich in einer kleinen Kammer, die ein Tonnengewölbe hatte und aus Lehmziegeln aufgemauert war. Zu der Kammer gehörte einst wahrscheinlich auch ein Schacht, von dem aber keine Reste mehr nachweisbar sind. Die Kammer war einst etwa 2,5 × 1,7 m groß und erhielt von den Ausgräbern die Nummer mR 6 (Mittleres Reich, 6. Grab).
Im Zentrum der Grabkammer standen die beiden Särge des Herischefhotep, ein innerer Sarg in einem äußeren Sarg. Die Särge weisen auf den Außenseiten jeweils eine Inschriftzeile auf. Im Inneren sind sie mit Pyramidentexten (auf den Deckelunterseiten und auf dem Boden) dekoriert. Auf den Wänden zeigen sie Reihen von Objekten, Opferformeln und jeweils eine Opferliste. Die mit einer Mumienmaske versehene Mumie im inneren Sarg lag auf der linken Seite, den Kopf Richtung Norden ausgerichtet. Um den Hals trug sie einen Halskragen und beim Kopf fand sich eine Kopfstütze. Neben der Leiche lagen Bögen und Stöcke sowie eine Kupfervase.
Neben dem Sarg fanden sich zahlreiche Holzmodelle, darunter das Model eines Kornspeichers mit Holzfiguren der Arbeiter und eine Küche mit Personal. Zudem gab es vier Schiffmodelle mit Besatzungen. Zwei Holzstatuetten stellen Herischefhotep dar, eine dritte Figur eine Dienerin. Schließlich fanden sich Holzsandalen (auch Modelle) und Modelwerkzeuge.
Die Titel des Herischefhotep fanden sich auf den Särgen. Demnach war er Leiter einer Phyle in Mensut (Mensut ist der Name der Pyramide des Niuserre) und Gutsleiter in Mensut.

Funde aus dem Grab des Herischefhotep
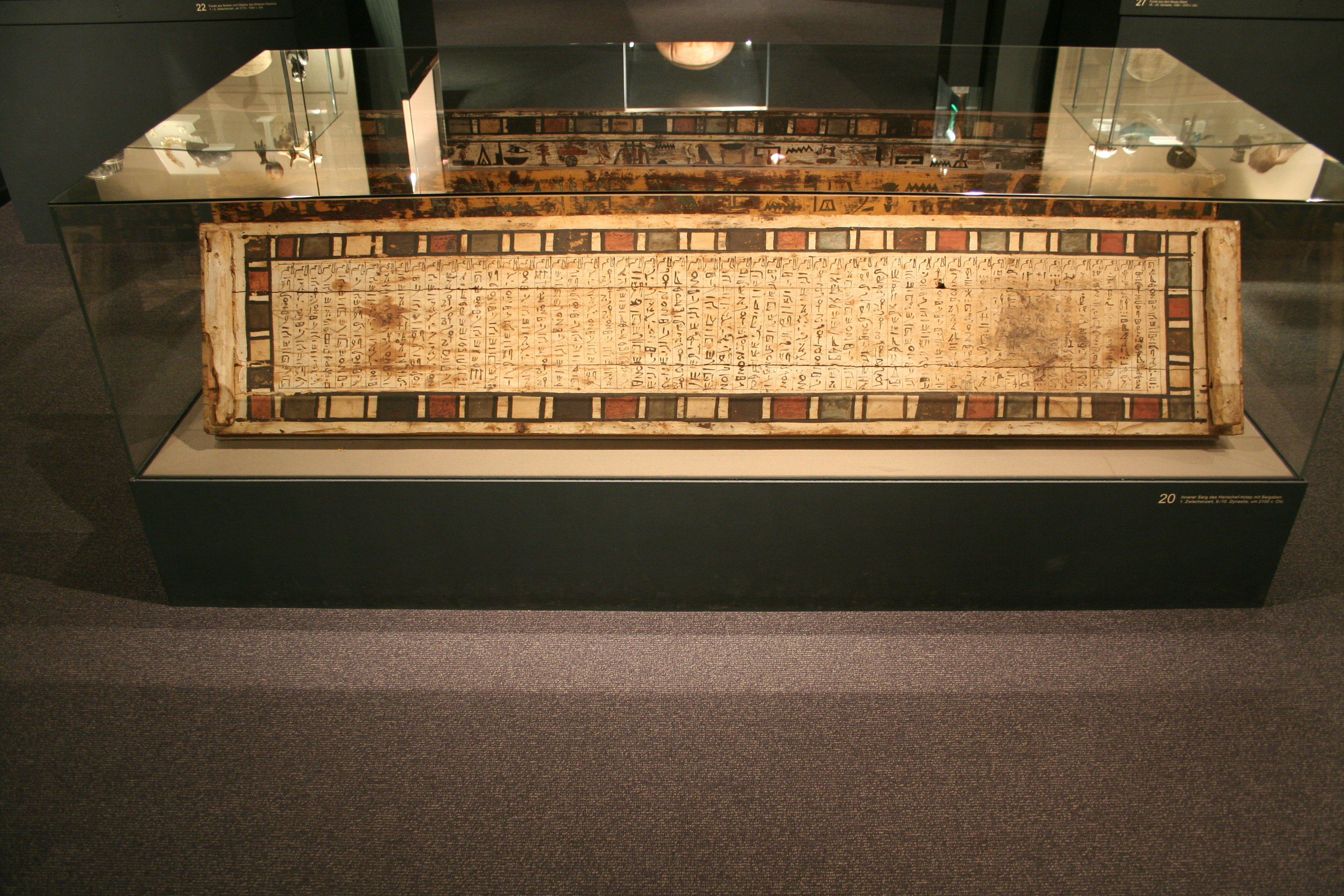
Sarg des Herischefhotep
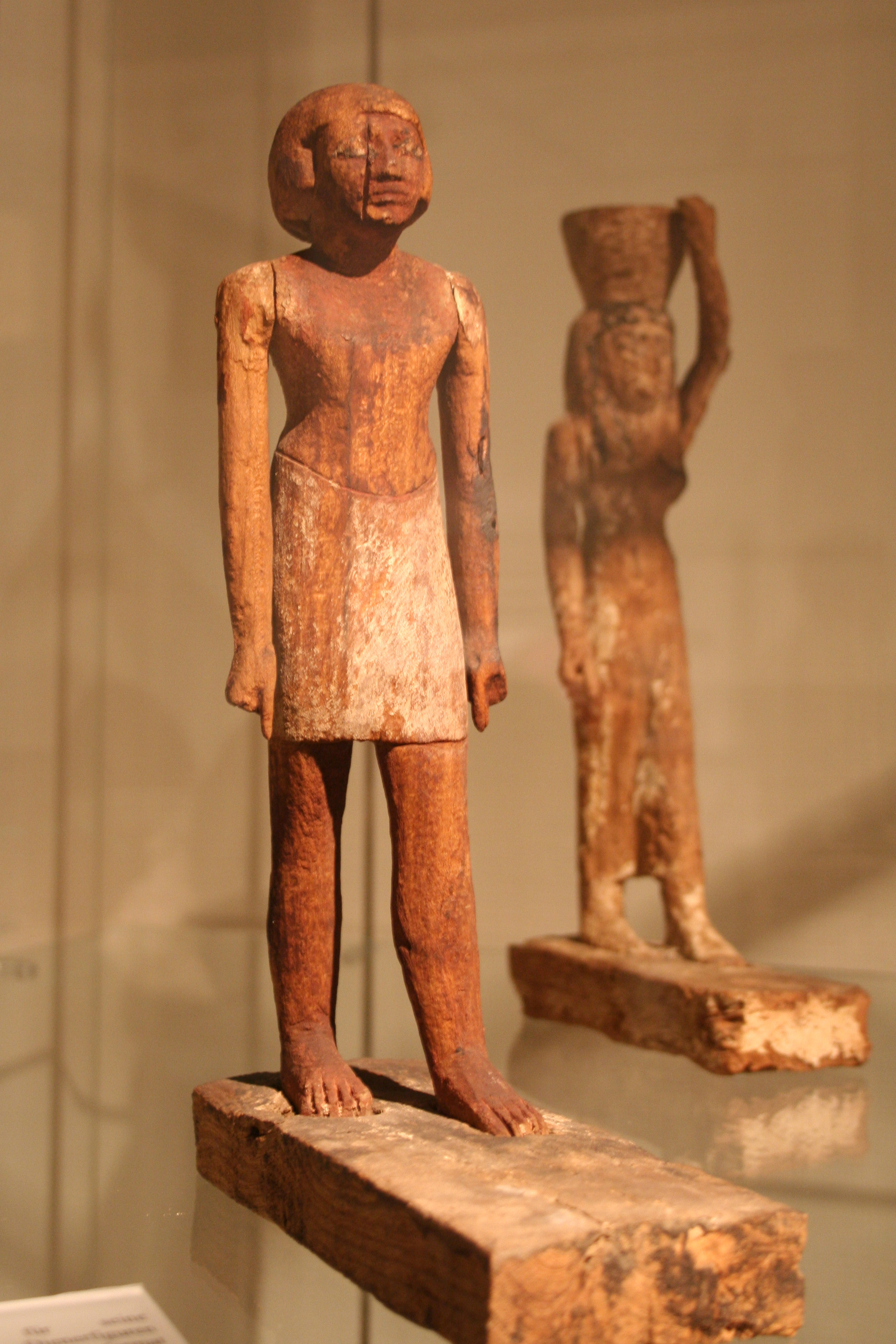
Statue des Herischef- hotep
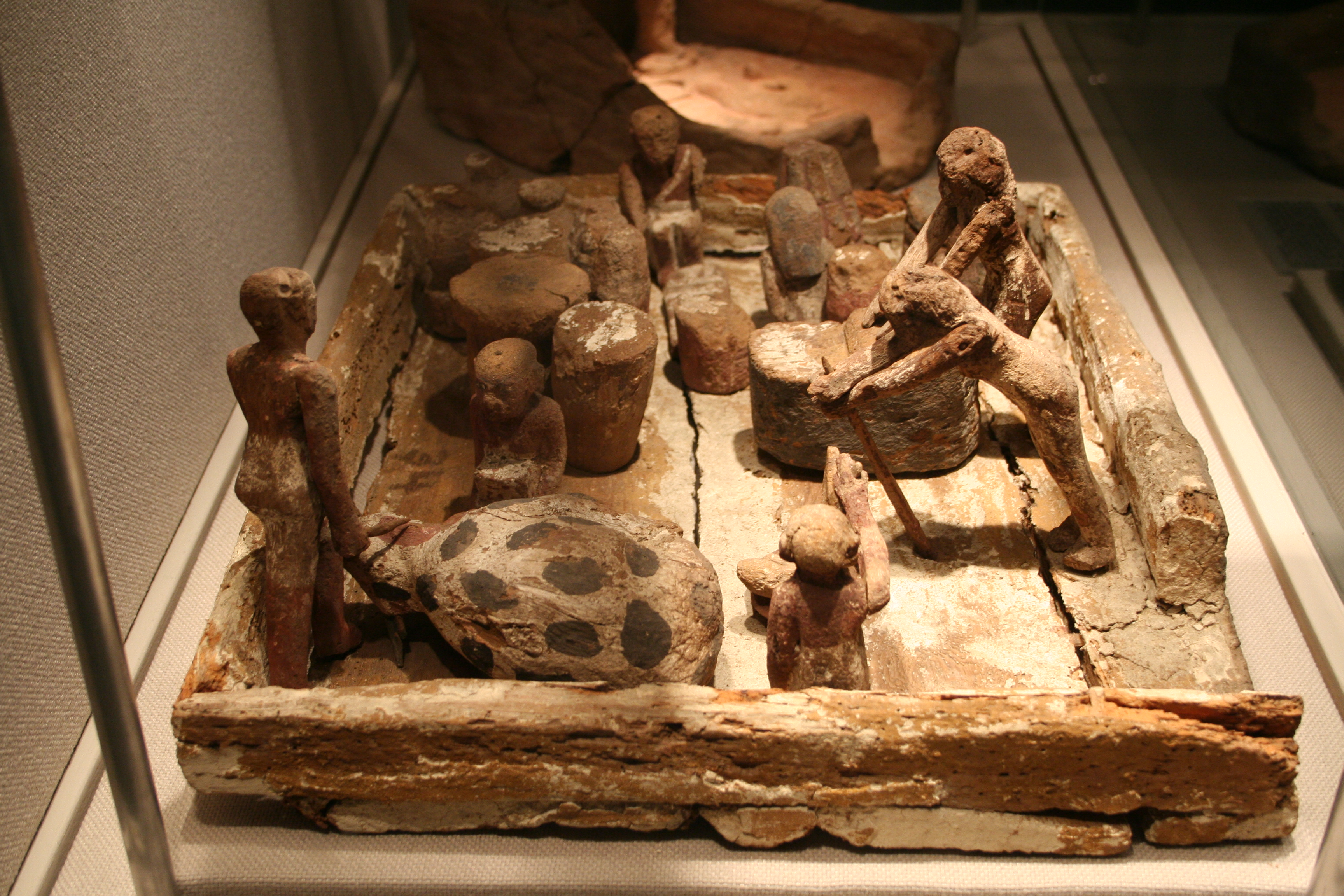
Küchenhofmodell
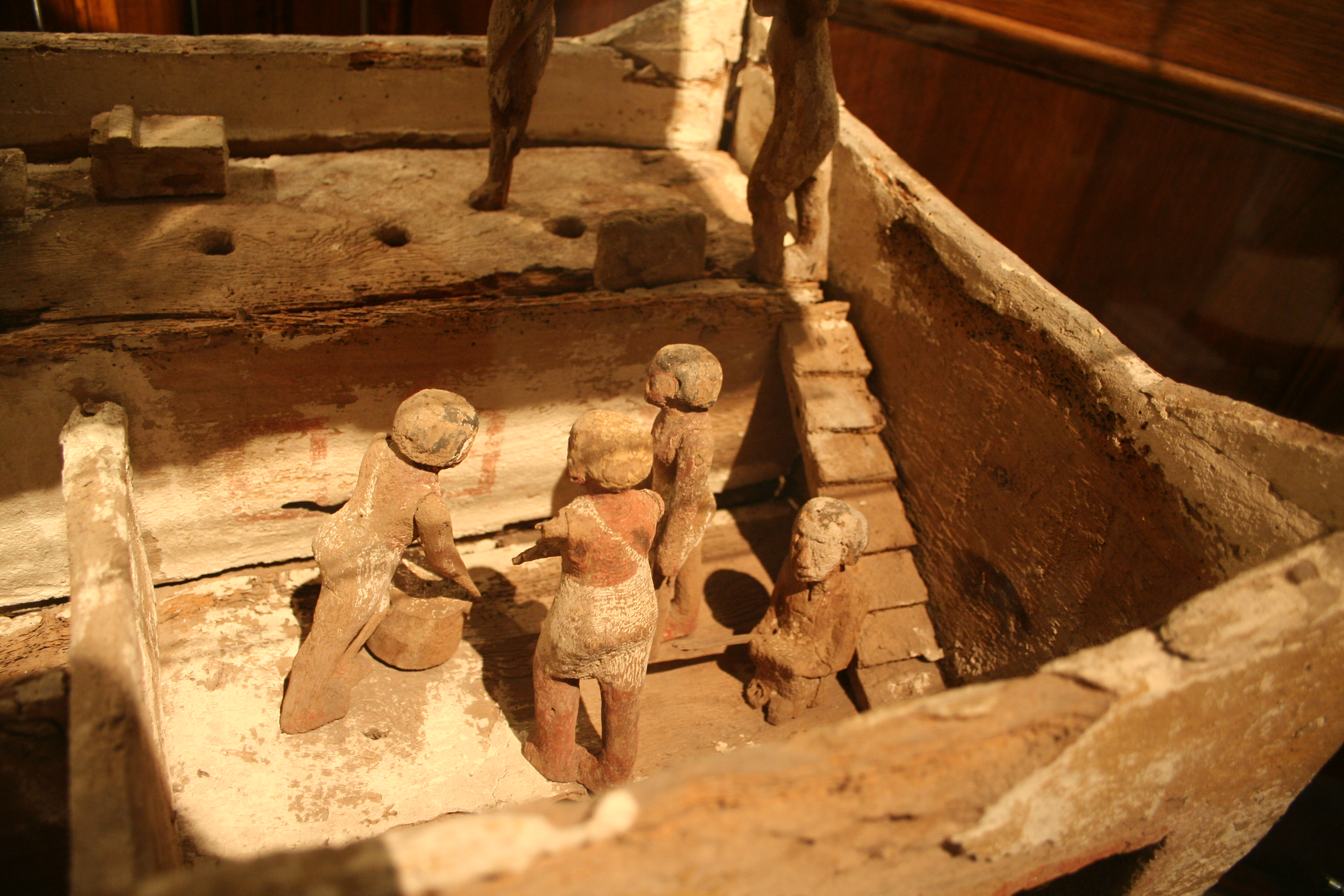
Kornspeichermodell
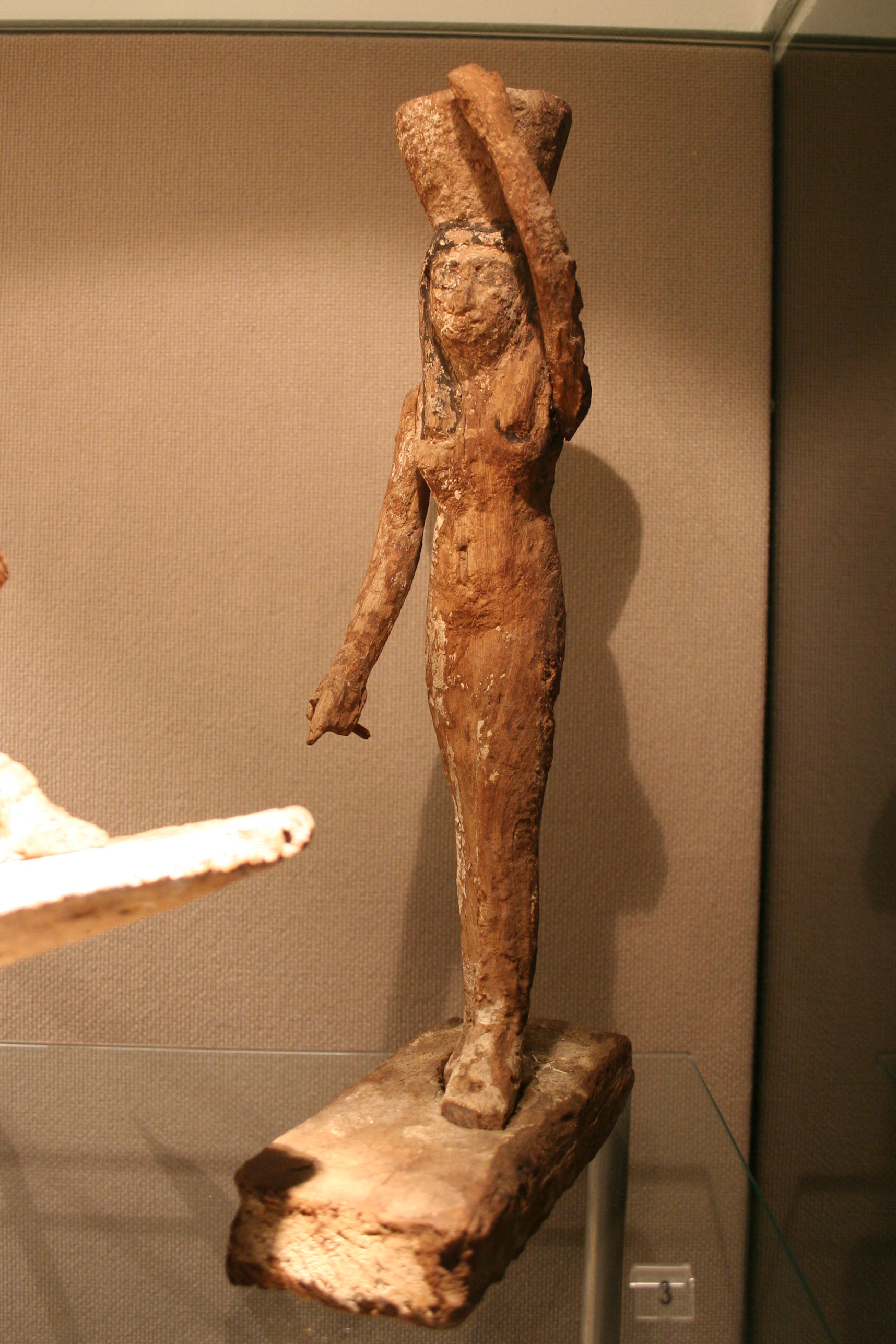
Figur einer Gaben- trägerin
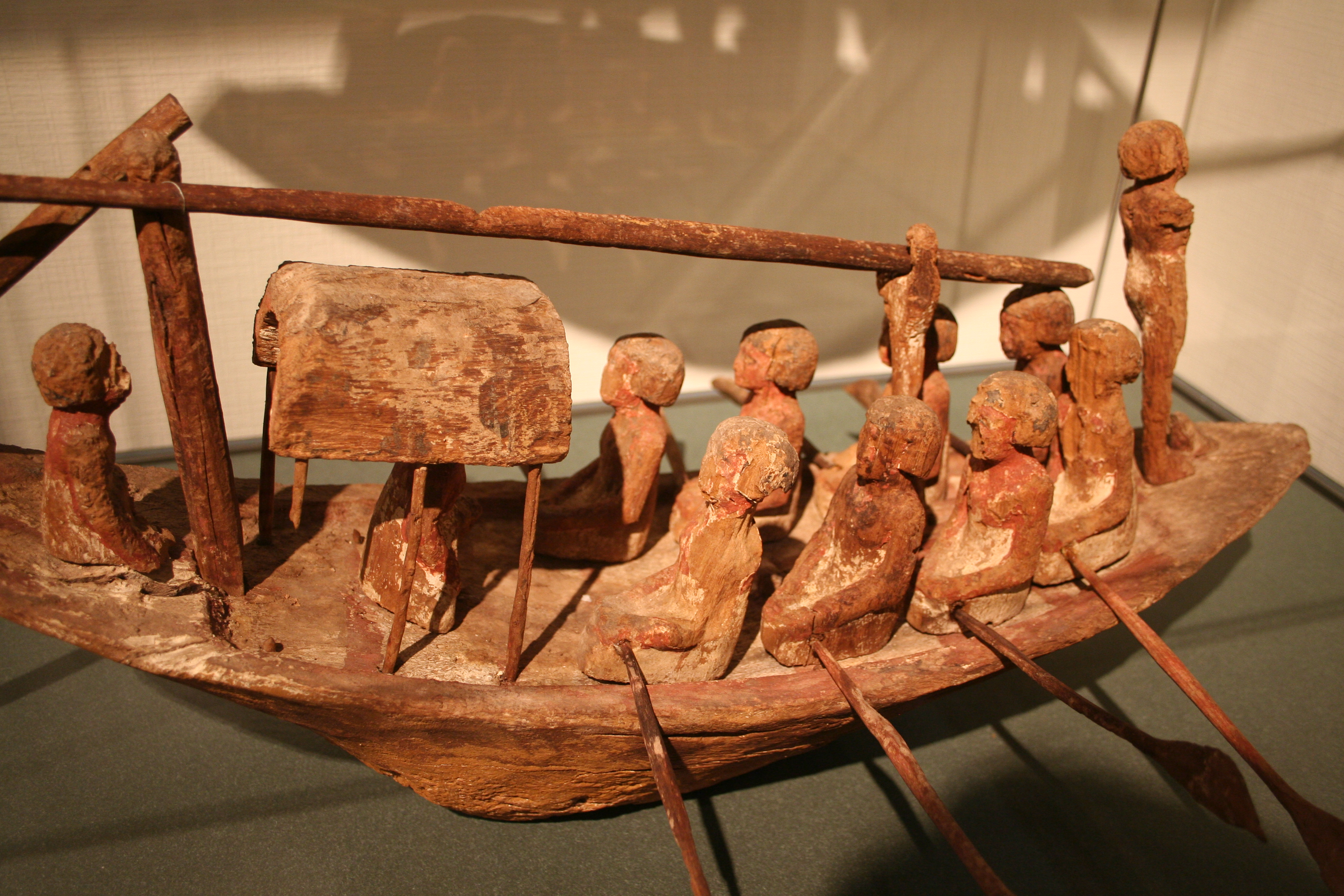
Bootsmodell
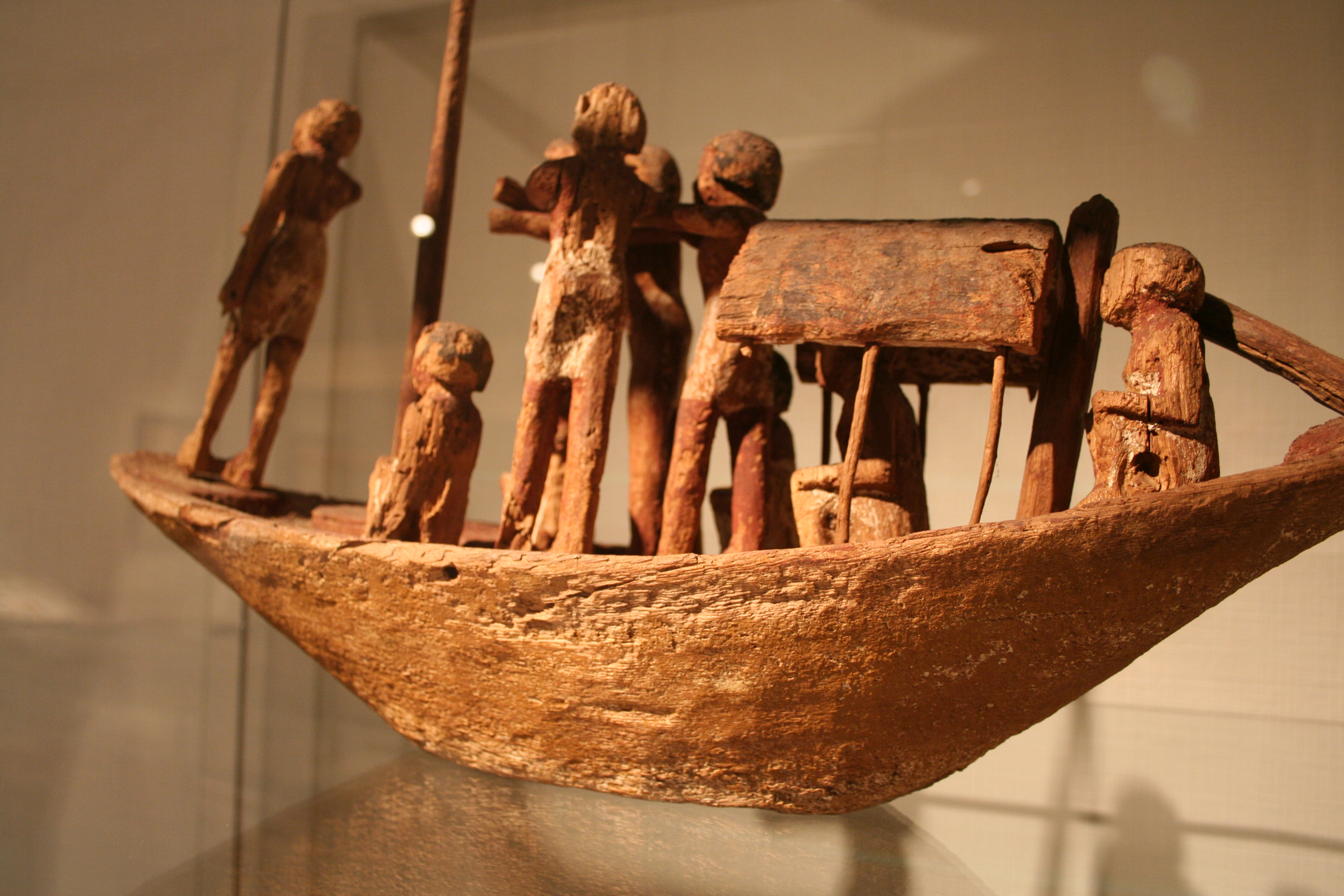
Bootsmodell
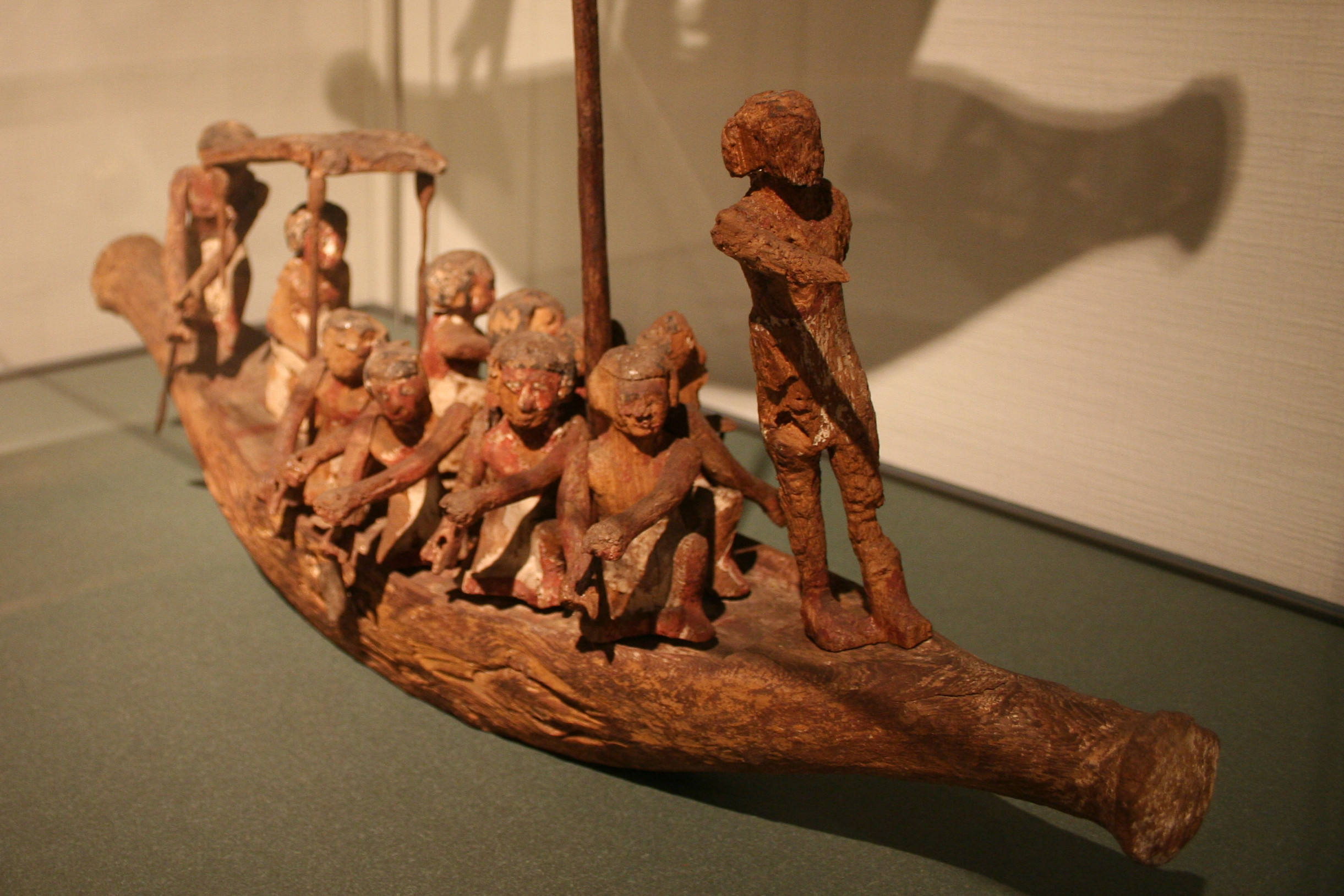
Bootsmodell
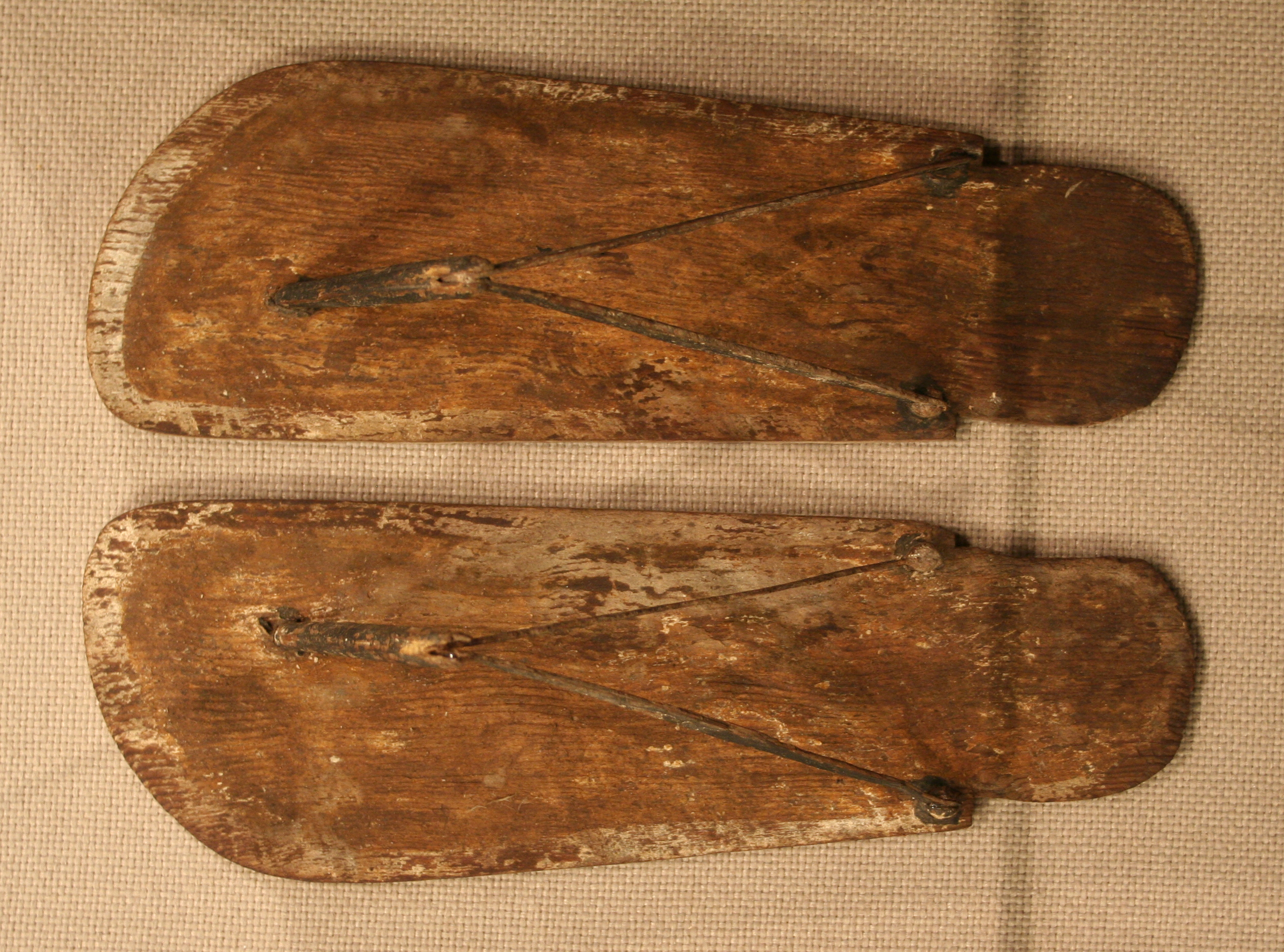
Sandalen
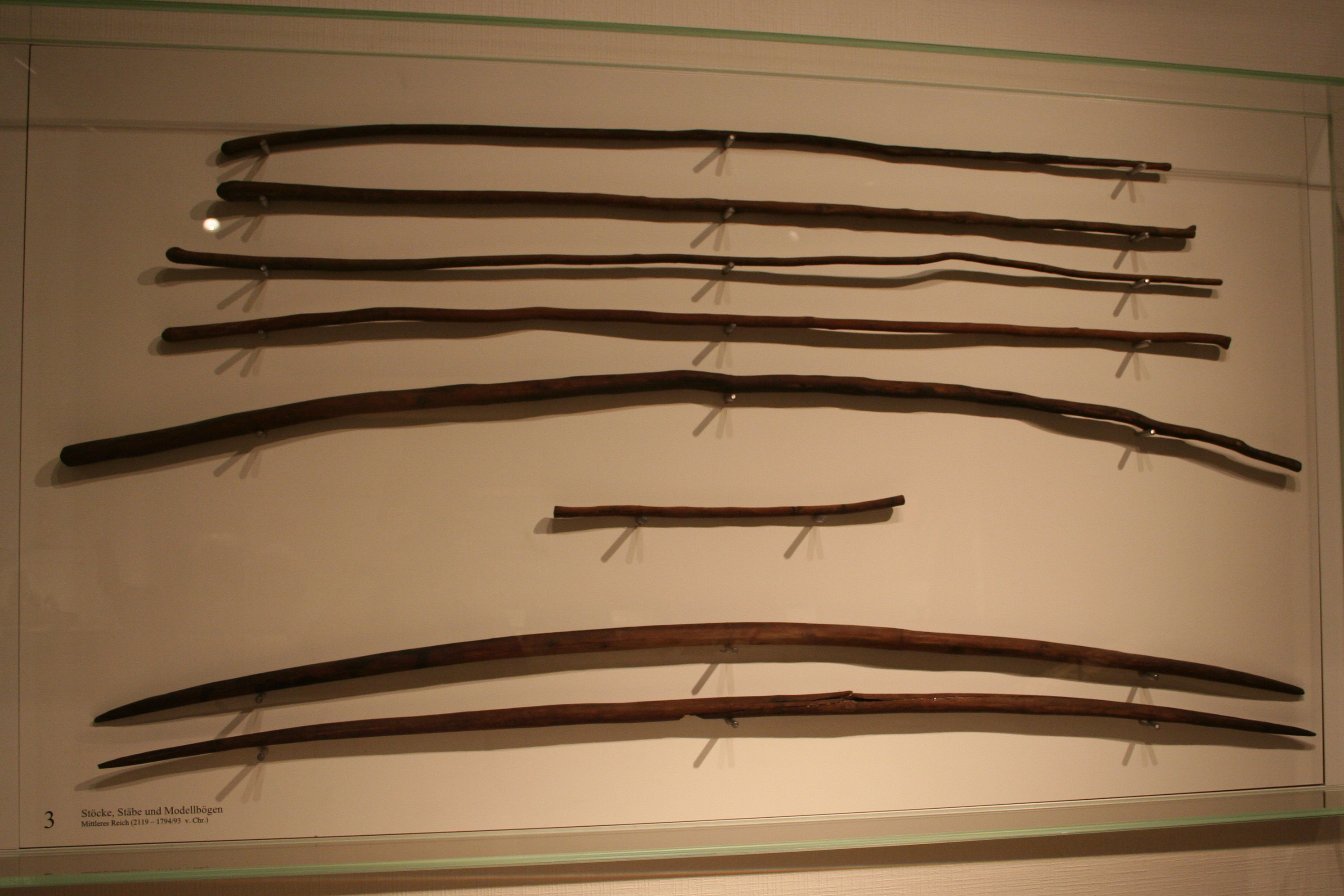
Stäbe
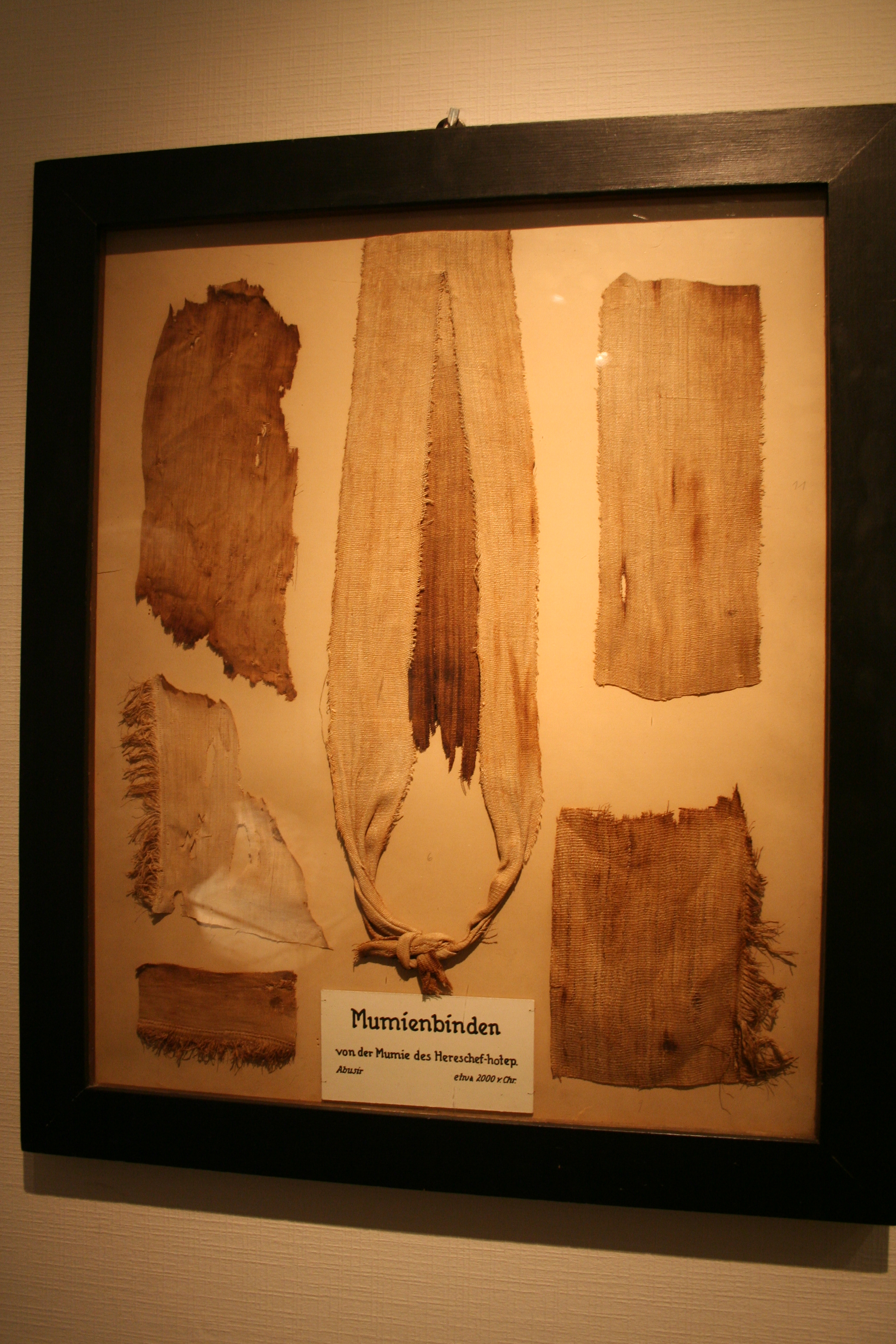
Mumien- binden